# Novîi Artopolot, Ciornuhî
Novîi Artopolot (în ucraineană Новий Артополот) este un sat în comuna Heilivșciîna din raionul Ciornuhî, regiunea Poltava, Ucraina.

## Demografie
Componența lingvistică a localității Novîi Artopolot
     Ucraineană (100%)
Conform recensământului din 2001, toată populația localității Novîi Artopolot era vorbitoare de ucraineană (100%).